# 董作賓
董 作賓（とう さくひん）は、中華民国の甲骨学者。甲骨文字の研究の開拓者であり、羅振玉（号・雪堂）・王国維（号・観堂）・郭沫若（字・鼎堂）とともに「甲骨四堂」（甲骨学四堂とも）と称される。字は「彦堂」、号は「平廬」。

## 略歴
北京大学卒業後、中央研究院歴史語言研究所の研究員となる。1928年から1937年にわたる歴史語言研究所による殷墟の発掘を李済とともに主宰した。のち台湾に渡り、1948年、台湾大学教授となった。

## 研究業績
1928年（民国17年）より河南省安陽小屯の殷墟の調査に従事し、出土した甲骨の研究を続けて甲骨学を大成した。甲骨文字をその様式により、5期に区分した功は大きい。また、著書の『殷暦譜』は、甲骨文から殷代の暦法を研究し、殷代の年暦譜の復元を試みたものであるが、少ない資料を駆使して、貧困との闘いの後に成った一大労作である。

## 甲骨文字の時代区分
甲骨文字は殷墟に都を遷した紀元前14世紀頃より以後、殷が滅びた紀元前11世紀にいたる300年近い間のものと推定されており、董作賓はこの間の甲骨文字を5期に区分した。各期の字様にそれぞれ様式的な特徴がある。
第1期（武丁時代）…雄偉（ゆうい、大きく雄健である）
第2期（祖庚・祖甲時代）…謹飭（きんちょく、正しく生真面目である）
第3期（廩辛・康丁時代）…頽靡（たいび、崩れて弱い）
第4期（武乙・文丁時代）…勁峭（けいしょう、強く鋭い）
第5期（帝乙・帝辛時代）…厳整（げんせい、引き締まって整っている）
第1期の「馬」・「鹿」などの獣類の文字は形がまちまちで、まだ絵画的な性質が残っている。しかし第5期（殷代末期）になると絵画的要素が薄くなり、一定の字画の文字に固定している。董作賓は第1期・第4期の中に朱または墨で書かれた例を検出している。このことから筆の使用はすでに殷代に始まっていたと考えられている。少し時代は下がるが戦国時代の墓から筆の実物が発見されている。刻線の中にわずかに筆意らしきものが感じ取れるのは、表面に筆で書いた後に刻したためであろう。甲骨文字はすでに見る人の目に訴えるように美的に書かれ、装飾的な働きを果たし、早くも書道芸術の原形が成立していたと考えられる。

## 著書
- 『新獲卜辞写本』（1928年）[12]
- 『民国十七年試掘安陽小屯報告書』（安陽発掘報告第1期、1929年）[12]
- 『大亀四版考釈』（安陽発掘報告第3期、1931年）[1]
- 『甲骨文断代研究例』（慶祝蔡元培先生六十五歳論文集上冊、1932年）[12]

甲骨文について、「これらの文書は占いを世襲の業とする人々によって読み書きされたものである。（趣意）」と記している。
- 『甲骨年表』（1937年）[14]
- 『殷暦譜』（1945年）
- 『小屯・殷墟文字甲編』（1948年）[12][15]
- 『小屯・殷墟文字乙編』（1949年）[12][15]
- 『甲骨学五十年』（1955年）[12]
- 『殷墟文字外編』（1956年）[12]など。